# أزدرخت شائع

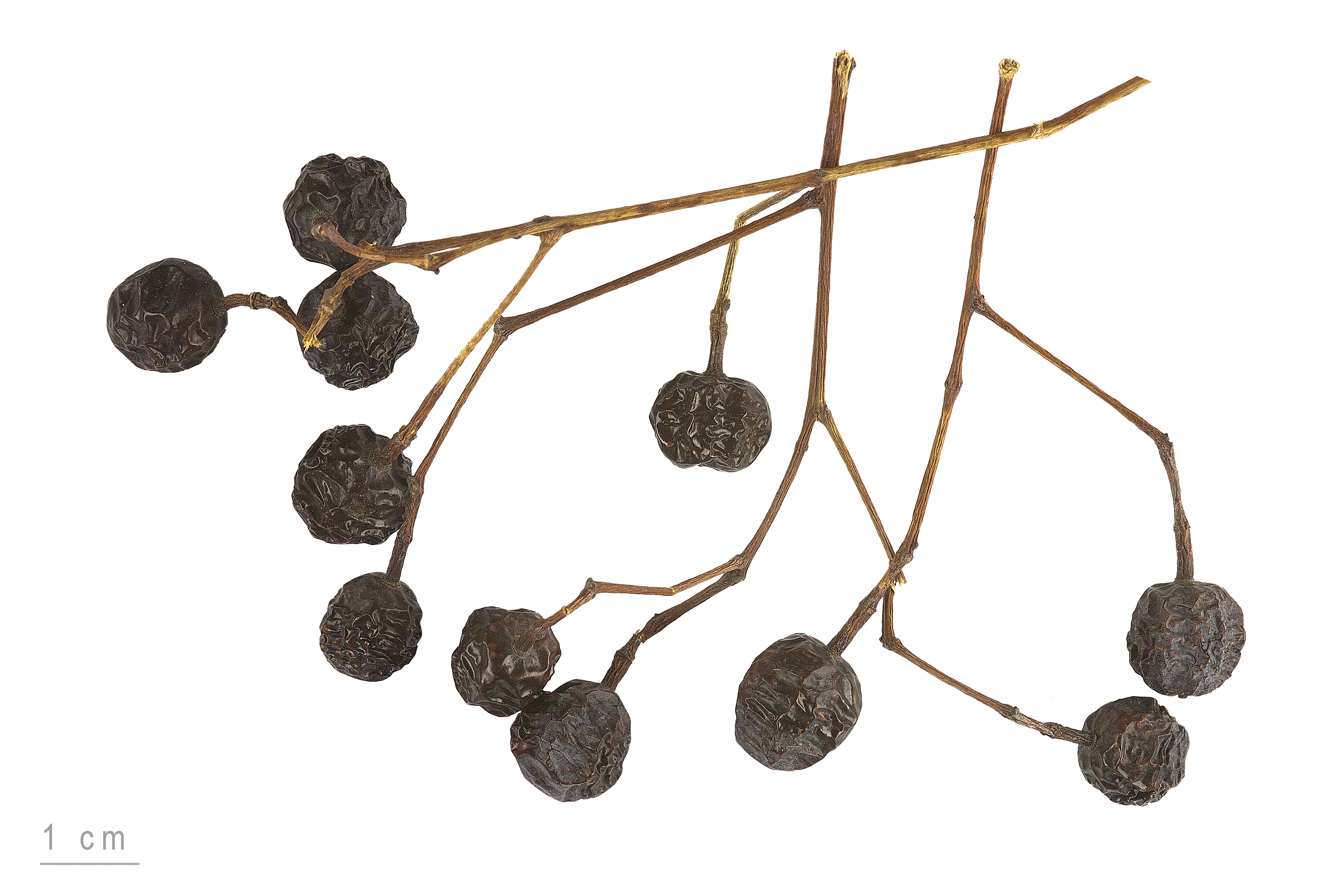
Melia azedarach

أزدرخت شائع أو الزنزلخت أو الليلك الهندي أو الليلك الفارسي وأحيانا التمر الأخرس أو شِيشَعَان عربي أو شجرة حُرّة أو طاخَك أو طاق أو سباحي  أو طَغَك أو بيق الشجر أو جرود أو كُنار أو مَرّار أو لَبَخ أو  زنزلخت (الاسم العلمي:Melia azedarach) هو نوع من النباتات يتبع جنس الأزدرخت من الفصيلة الأزدرختية. وهي شجرة برية متساقطة، أوراقها كبيرة سريعة النمو، تزرع في الحدائق والميادين لتوفير الظل، تتحمل الجفاف ولا تتحمل الادخنة والاتربة. وهو نبات معروف، منذ قديم الزمن، في المناطق المدارية والمعتدلة والدافئة من العالم القديم منذ العصر الكريتاسي السفلي، ذكره ابن ماسويه في الاستطباب.
اشتهرت زراعة هذا النوع كشجرة زينة، على نطاق واسع، في بلدان المناطق المدارية، منذ القرن السادس عشر. تنمو في مختلف أنواع الأتربة، ولا ترتفع كثيرا، إذ لا يتجاوز ارتفاعها 10-15 مترا. تتحمل الجفاف والصقيع وتنمو جيدا في المناطق تحت الاستوائية والمعتدلة والدافئة.
الموطن الأصلي للزنزلخت هو المناطق الجبلية، من جنوبي آسيا ووسط الصين وهيمالايا وغربيهما حتى ارتفاع 1830م. ثم زرع في كثير من دول المناطق المدارية وشبه المدارية، ينتشر في جنوب شرقي آسيا، وفي آسيا الوسطى والقوقاز وشبه جزيرة القرم، وأدخل إلى سورية والدول المجاورة شجرةً تزيينيةً سريعة النمو. انتقلت شجرة الزنزلخت من بلاد فارس والهند إلى العديد من المناطق الاستوائية كمصدر للحطب والوقود والتدفئة كما استخدم خشبها الجيد المستقيم منذ القدم في الصناعات الخشبية وخصوصاً صناعة المفروشات، إلا انها كانت تستعمل في مهدها لخصائص طبية وكمبيد للحشرات.

## أزهارها وثمارها
أزهارها بنفسجية صغيرة لها رائحة مميزة تظهر في فصل الربيع. أما الثمار فهى كروية الشكل صغيرة الحجم بداخلها البذرة، وتحتفظ الشجرة بالثمار بعد نضجها واصفرارها، وثمارها على شكل عنقود حباته متباعدة تشبه حبات الحمص عندما تنضج وهي طبعا لا تؤكل، وتستعمل حبات الزنزلخت لصنع السبحات في بعض المناطق المسيحية.

## التكاثر
تتكاثر بالبذور وبتجذير العقل وتخلّف بعد قطعها

## منافع الزنزلخت
مع أن البعض يرى أن أوراق الزنزلخت وثماره شديدة السميّة للإنسان لاحتواها على مادة Tazetine المضرّة بالجهاز التنفسي، إلا أن الشائع عن الزنزلخت في الطب الشعبي السائد الكثير من المنافع، نذكرها من دون التبنّي لأي منها:
1. أوراقة خافضة للحرارة.
2. طارد للحشرات والبعوض.
3. يعالج بعض الأمراض الجلدية.
4. تقلل الخصوبة عند الرجال.
5. يقوي الشعر.
6. يستخدم مستخلص الثمار كمنظم نمو.

### مكافحة البعوض
في الماضي كانت تزرع بجانب البيوت لما لها من أثر وأهمية في إبعاد البعوض والحشرات عن المدى الحيوي للبيوت المتواضعة، وقد توصل العلماء الصينيون في مقاطعة يوننان الواقعة جنوب غرب الصين إلى صنع مبيد حشرات جديد مستخلص من بذور شجر الزنزلخت.
وكان سكان الريف الهندي والباكستاني يضعون أوراقها بين طيات الملابس وصفحات الكتب لحمايتها من العثّ والحشرات المنزلية الأخرى، كما كانوا يخلطون أوراقها مع محاصيل القمح والأرز والذرة وغيرها عند تخزينها للحؤول دون التسوّس.

### في الطب
يحوي الزنزلخت بعض المكونات الفعالة طبيا مثل Azaridine , Margosine, Margaspierin وحامض المارجوستين والراتنجات والتربينات كما تحوي بعض المركبات الأخرى مثل Tetranortri terpenoids.
يؤثر مستخلص الأوراق والبذور في تقليل الخصوبة عند الرجال كما يقاوم الإصابة بالنيماتودا. أما القلويدات بالزنزلخت فهي مواد قابضة ضد الحمي والرشح وأمراض الجلد وتساعد علي سرعة تجلط الدم .
ولقد استخدم العرب والفرس عصير الأوراق داخليا كدواء طارد للديدان ومدرّ للبول . كما امكن استخدام مغلي الجذور في التخلص من الديدان الأسطوانية وتستخدم الأزهار الجافة كمقوي عام ضد بعض الأمراض . يستخرج من بذور الزنزلخت مواد تستخدم صيدلانياً لمعالجة الأمراض الجلدية ولتقوية الشعر. ويستخدم الزيت العطري الناتج من الأزهار في صناعة المستحضرات التجميلية.